# Hydrophorus oceanus
Hydrophorus oceanus är en tvåvingeart som först beskrevs av Macquart 1838.  Hydrophorus oceanus ingår i släktet Hydrophorus och familjen styltflugor. Arten är reproducerande i Sverige. Inga underarter finns listade i Catalogue of Life.

## Bildgalleri

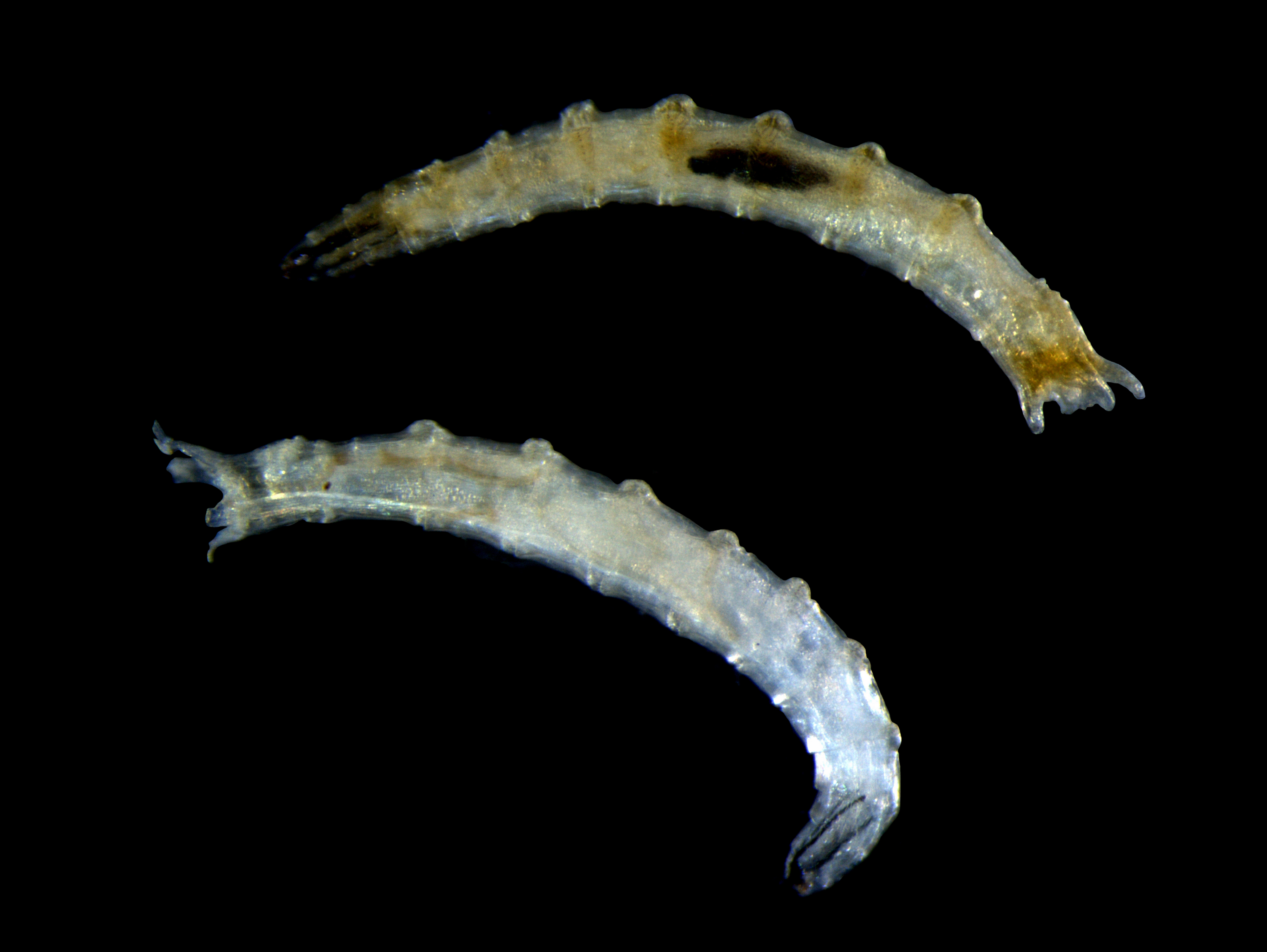